# Ferme, route de l'Église 57, Praroman
La ferme du 57 route de l'église est une ferme fribourgeoise situé dans le village de Praroman, sur le territoire de la commune de Le Mouret, en Suisse.

## Histoire
Située au centre du village, la ferme, construite entre 1761 et 1766, est dite à « pignon transversal ». Elle est inscrite comme bien culturel suisse d'importance nationale.